# لاري سوليفان
لاري سوليفان (بالإنجليزية: Larry Sullivan)‏ هو ممثل أمريكي، ولد في 10 سبتمبر 1970 بنيو هيفن في الولايات المتحدة.

## أعمال

### أفلام
- (2004) المرأة القطة[1][2]
- (2015) الخروج من كومبتون

## وصلات خارجية
- لاري سوليفان على موقع IMDb (الإنجليزية)
- لاري سوليفان على موقع قاعدة بيانات الفيلم (الإنجليزية)